# Région de bien-être de la Vallée de la Kymi
La région de bien-être de la vallée de la Kymi (en finnois : Kymenlaakson hyvinvointialue) est un organisme public indépendant des municipalités et de l'État chargé des services sociaux, de santé et de secours en vallée de la Kymi.
C'est l'une des 23 régions de bien-être de Finlande.

## Municipalités
La région compte 6 municipalités, dont 3 villes.
- Hamina
- Kotka
- Kouvola
- Miehikkälä
- Pyhtää
- Virolahti

## Services
La responsabilité légale de l'organisation des services sociaux et de santé et de secours passera des municipalités à la région de bien-être de la vallée de la Kymi à partir du 1er janvier 2023.

### Soins de sante
Les municipalités de la zone de bien-être de la vallée de la Kymi appartiennent au district hospitalier de la vallée de la Kymi.
L'hôpital central de la région est l'hôpital central de la vallée de la Kymi à Kotka.
L'hôpital psychiatrique de la vallée de la Kymi et l'hôpital du Nord de la Kymi opèrent aussi dans la région.

### Opérations de secours
En termes d'opérations de secours d'urgence, les municipalités de la région de bien-être de la vallvallée de la Kymi sont dans la zone de responsabilité du service de secours de la vallée de la Kymi (fi).

## Politique et administration
Les élections régionales finlandaises de 2022 ont eu lieu le 23 janvier 2022 afin de désigner pour la première fois les 59 conseillers régionaux élus pour 3 ans pour administrer la région de services du bien-être de la vallée de la Kymi.
La répartition des voix et des sièges sont les suivantes :
| Parti    | Parti                           | Voix   | %    | Sièges |
| -------- | ------------------------------- | ------ | ---- | ------ |
|          | Parti social-démocrate          | 16 975 | 27,1 | 17     |
|          | Vrais Finlandais                | 10 684 | 17,1 | 10     |
|          | Parti de la coalition nationale | 14 583 | 23,3 | 15     |
|          | Parti du centre                 | 7 762  | 12,4 | 7      |
|          | Ligue verte                     | 3 137  | 5,0  | 3      |
|          | Alliance de gauche              | 3 514  | 5,6  | 3      |
|          | Parti populaire suédois         | 266    | 0,4  | 0      |
|          | Chrétiens-démocrates            | 2 184  | 3,5  | 2      |
|          | Mouvement maintenant            | 2 680  | 4,3  | 2      |
|          | Le pouvoir appartient au peuple | 487    | 0,8  | 0      |
| Sources: |                                 |        |      |        |